# Варварино (Мелеузівський район)
Варва́рино (рос. Варварино, башк. Варварино) — село у складі Мелеузівського району Башкортостану, Росія. Входить до складу Нордовської сільської ради.
Населення — 188 осіб (2010; 177 в 2002).
Національний склад:
- росіяни — 46 %
- казахи — 41 %